# Nicolai Hartmann
Nicolai Hartmann, född 19 februari 1882 i Riga, död 9 oktober 1950 i Göttingen, var en balttysk filosof.
Hartmann var i tur och ordning professor vid Marburgs, Kölns och Berlins universitet. 
Efter kriget undervisade han i Göttingen. Han var lärjunge till Hermann Cohen, till Paul Natorp och först anhängare av nykantianismen. Från denna tid härleder sig hans arbete Platos Logik des Seins (1909). Hartmann närmade sig senare Edmund Husserls fenomenologi och företrädde kunskapsteoretiskt en realistisk ståndpunkt, framlagd i boken Grundzüge einer Metaphysik der Erkenntnis (1921). Delvis fullföljande Max Schelers tankar och stödd på aristoteliska läror utgav han i sin Ethik (1926) ett system för den materiala värdeetiken, i avgjord motsättning till Kants formella och imperativistiska etik.